# دماج
دَمّاج قرية تقع في وادٍ جنوب شرق مدينة صعدة بشمال اليمن، وهي تابعة إداريًا لمديرية الصفراء من محافظة صعدة باليمن، وتأتي شهرة هذه البلدة بوجود مركز دار الحديث الذي أسسه الشيخ مقبل بن هادي الوادعي أحد مشايخ السلفية باليمن.

## الجغرافيا
دماج أو بالأحرى وادي دماج يقع في الجنوب الشرقي من صعده ويبعد عنها حوالي 7 كم طوله يقارب 25 كلم وعرضه لايتعدى 3كم يحده من الجنوب جبال الحناجر والتي هي من دماج، يليها درب وادعة ثم ال عمار مركز مديرية الصفراء، ومن الشمال يحده جبل المدور والعفاري ومن الشرق يحده العبدين من بلاد سحار ومن الغرب يحده آل سالم.

## السكان
تسكن الوادي قبيلة وادعة التي تنقسم تقريبا لأربع أفخاذ هي: آل خلال، آل خميس، آل قريش، آل عوران، ولكل فخذ شيخ، ولكن شيخ مشايخ وادعة دماج ووادعة كاملة أي شيخ الشمل هي للشيخ علي حمود بختان آل راشد التي منها الشيخ مقبل بن هادي قايدة آل راشد الوادعي.
ثم بعد أن أسس الشيخ مقبل بن هادي الوادعي مركزه دار الحديث رحل إليه الناس من كل حدب وصوب، فصار الوافدون لطلب العلم في دماج يضارعون السكان الأصليين (أهل وادعة) في العدد، وهناك فئة من طلبة العلم هاجرت إلى دماج واستقرت بها وأصبح ارتباطها بموطنها الأصلي ضعيفًا جدًا.
وتشير إحصائية التعداد السكاني لعام 2004م التي نشرها الجهاز المركزي للإحصاء اليمني أن عدد سكان دماج 15626
نسمة وعدد المساكن 2419 مسكن، وعدد الوافدين لطلب العلم الشرعي تقريبًا حسب الإحصائية 4027 نسمة أي ما يعادل 25% من السكان، وعدد مساكن الطلبة 1058 أي ما يعادل 43% من نسبة المساكن، وسبب الفجوة بين عدد المساكن والسكان من الطلبة أن بيوت أهل دماج واسعة كبيرة تتسع لأكثر من أسرة غالبًا بينما بيوت طلبة العلم صغيرة ضيقة لا تتسع غالبًا إلا لأسرة واحدة.

## الزراعة
دماج منذ القدم تشتهر بمنتجاتها الزراعية العالية الجودة، ففيها أفخم صنف من الأعناب على مستوى اليمن والجزيرة العربية، واشتهر العنب الدماجي في اليمن وفي المملكة العربية السعودية لأنه لا يسوَّق لجودته وقلة المعروض منه.
كما تنتج الفواكه بجميع أصنافها وقل أن تجد فواكه على وجه الأرض ليست موجودة بدماج، أشهرها كما قلنا العنب والرمان والفرسك(الخوخ).

## المعالم الجغرافية
من أشهر المعالم في دماج جبل براش الذي يشاهد على بعد 25 كلم من جميع الجهات وهو مذكور في كتاب الكامل لابن الأثير وفي صفة جزيرة العرب وهو علامة يهتدي بها المسافرون في القدم.
وكان المسافرون يضربون به الأمثال فيقولون (إذا غاب براش فبشر بصعدة) ويعني أنه إذا غاب براش عن ناظره فقد اقترب من صعدة، اكتشف فيه مؤخرًا نفق طويل في قاعدة الجبل يصعب متابعة نهايته، ويقال أن الداخل إلى الجبل ينطفئ فيه المصباح اشتهر لدى عامة أهالي دماج بسكنى الجن والعياذ بالله، لذا لم يكن الأهالي يقتربون منه، حتى حضر الشيخ مقبل الوادعي وصعد إليه وانتهت تلك الأسطورة.

## الدين والعقائد
أهل دماج مسلمون، وقد يسكن عندهم بعض البيوت اليهودية التي هاجرت جميعها إلى إسرائيل وأمريكا، وأهل دماج كانوا على المذهب الزيدي، وكانوا قد قاتلوا مع القوات الملكية في الحرب بين الجمهورية والملكية، ولما رجع الشيخ مقبل بن هادي الوادعي إليها أثرت دعوته فتحول أكثرهم إلى السنة. 

## دار الحديث بدماج
ثم إن الشيخ أسس مدرسة علمية في دماج أسماها دار الحديث، وقد وفد إليه الطلاب من كافة أنحاء الجمهورية ومن أنحاء العالم فصارت لدماج شهرة عالمية، وحاليًا أكثر من نصف سكان دماج هم ممن وفد إليها لطلب العلم الشرعي في هذه الدار، وقد ساهموا في تطوير هذه البلدة وفي النهضة العمرانية والثقافية فيها.
وفي المركز تقام في كافة الفنون الشرعية، ابتداء بأمهات الكتب وأشرفها وأعلاها: كتاب الله، حفظاً وتجويداً وتفسيراً, فيعتنون بتدريس تفسير الحافظ ابن كثير، وكذلك بتدريس مقدمات في التفسير لابن تيمية، وغيرها من الكتب.
ويعتنون بتدريس الصحيحين: صحيح الإمام محمد بن إسماعيل البخاري ، وصحيح الإمام مسلم بن الحجاج القشيري النيسابوري ويدرسون غير هذين الكتابين من كتب الحديث.
أما دروس العقيدة فيهتمون بها اهتماماً كبيراً ودروسها تربو على خمس وثلاثين كتاباً من كتب العقيدة, وأكثر ما يهتمون بكتب ابن تيمية، و محمد بن عبد الوهاب النجدي، وشرح الطحاوية لابن أبي العز الحنفي، وغيرها من كتب أئمة المسلمين وعلمائهم إلى زماننا هذا.
وأما دروس الفقه فيهتمون كثيراً بشرح بلوغ المرام وعمدة الأحكام والدراري المضيئة للشوكاني وصفة صلاة النبي -صلى الله عليه وعلى آله وسلم- للشيخ الألباني, وغيرها من كتب الفقه.
يدرسون في الدار الفرائض، وأصول الفقه، ومصطلح الحديث، ويهتمون اهتماماً بالغاً باللغة العربية، فيهتمون بها نطقاً وتدريساً، فيدرسون النحو والبلاغة والصرف والعروض والقافية والإملاء والقراءة والكتابة.
ومنهج الدار التدرج في التدريس، تبدأ بتدريس الكتب الصغيرة, ثم الكبيرة وتجعل من يرتب الدروس، ومن يرشد إخوانه للدروس اللائقة بهم؛ حتى يستفيدوا من أوقاتهم ولا تضع عليهم سدى.

### الدار بعد وفاة مؤسسها
تولى التدريس بالدار الشيخ يحيى بن علي الحجوري بوصية الشيخ مقبل له، قد توسعت الدار كثيرًا في عهده فقد تم توسعة المسجد فأصبح بسعة المسجد القديم ثلاث مرات وكذلك تزايد عدد الطلبة فيها.

### الحصار على دار الحديث بدماج
فرض حوثيون حصارًا على دار الحديث بدماج من يوم الخميس 22 ذو القعدة 1432 هـ حتى 27 محرم 1433 هـ، منعوا فيه دخول المواد الغذائية والأدوية ودخول الطلبة المستجدين، وخروج الحجاج للحج. وقاموا بقتل بعض طلبة العلم عن طريق القنص من الجبال وكان من بين القتلى امرأة. ثم شنوا هجومًا في 1 محرم 1433 هـ بالقذائف المدفعية والهاون قتل فيه أكثر من 20 قتيلاً من أهل السنة
واستمر القصف والقنص والمواجهات إلى أن وصل عدد القتلى من أهل السنة حسب مصادرهم إلى 71 قتيلاً والجرحى إلى أكثر من 150 جريحًا، انتهى الحصار بعد توقيع الصلح بين الطرفين في 27 محرم 1433 هـ.

## وصلات خارجية
- دار الحديث بدماج
- الشيخ مقبل بن هادي الوادعي
- الحصار على دار الحديث بدماج